# Mazelov
Mazelov är en ort i Tjeckien.   Den ligger i regionen Södra Böhmen, i den centrala delen av landet, 110 km söder om huvudstaden Prag. Mazelov ligger 438 meter över havet och antalet invånare är 209.
Terrängen runt Mazelov är platt. Runt Mazelov är det ganska glesbefolkat, med 34 invånare per kvadratkilometer. Närmaste större samhälle är České Budějovice, 17,7 km sydväst om Mazelov. I omgivningarna runt Mazelov växer i huvudsak blandskog.